# Arman Kamyshev
Arman Gabidoullovitch Kamychev - en ruso: Арман Габидуллович Камышев - (nacido el 14 de marzo de 1991) es un ciclista kazajo.

## Biografía
En categoría junior, Arman Kamyshev ganó una etapa del Tour de l'Abitibi en 2008 y el campeonato de Asia en ruta en 2009.
En 2010, ganó el ZLM Tour, una de las pruebas de la Copa de las Naciones UCI. Participó en los campeonatos del mundo donde terminó 66.º en la prueba en ruta para menores de 23 años. En 2011, ganó una etapa y terminó segundo de la Coupe des Nations Ville Saguenay, otra prueba de la Copa de las Naciones UCI. Esta prueba la ganaría al año siguiente imponiéndose con autoridad al conseguir la victoria de dos etapas.
Estas importantes actuaciones le valieron el fichaje por el equipo kazajo Astana Pro Team de cara a la temporada 2013.

## Palmarés
2010 (como amateur)
- ZLM Tour

2011 (como amateur)
- 1 etapa de la Coupe des Nations Ville Saguenay

2012
- 1 etapa del Tour de Bulgaria
- 1 etapa de la Vuelta Independencia Nacional
- Coupe des Nations Ville Saguenay, más 2 etapas
- 1 etapa del Giro del Valle de Aosta

2014
- 1 etapa del Tour de Hainan

2016
- Campeonato de Kazajistán en Ruta